# Вандліц
Вандліц (нім. Wandlitz) — громада в Німеччині, розташована в землі Бранденбург. Входить до складу району Барнім.
Площа — 164,27 км2. Населення становить 23 485 ос. (станом на 31 грудня 2020). Офіційний код — 12 0 60 269. 
Громада підрозділяється на 9 сільських округів.

## Населення
| Рік  | Населення |
| ---- | --------- |
| 2005 | 19 987    |
| 2010 | 21 530    |

## Відомі особистості
В поселенні народився:
- Георг Фрідріх Шмідт (1712—1775) — німецький гравер.

## Галерея

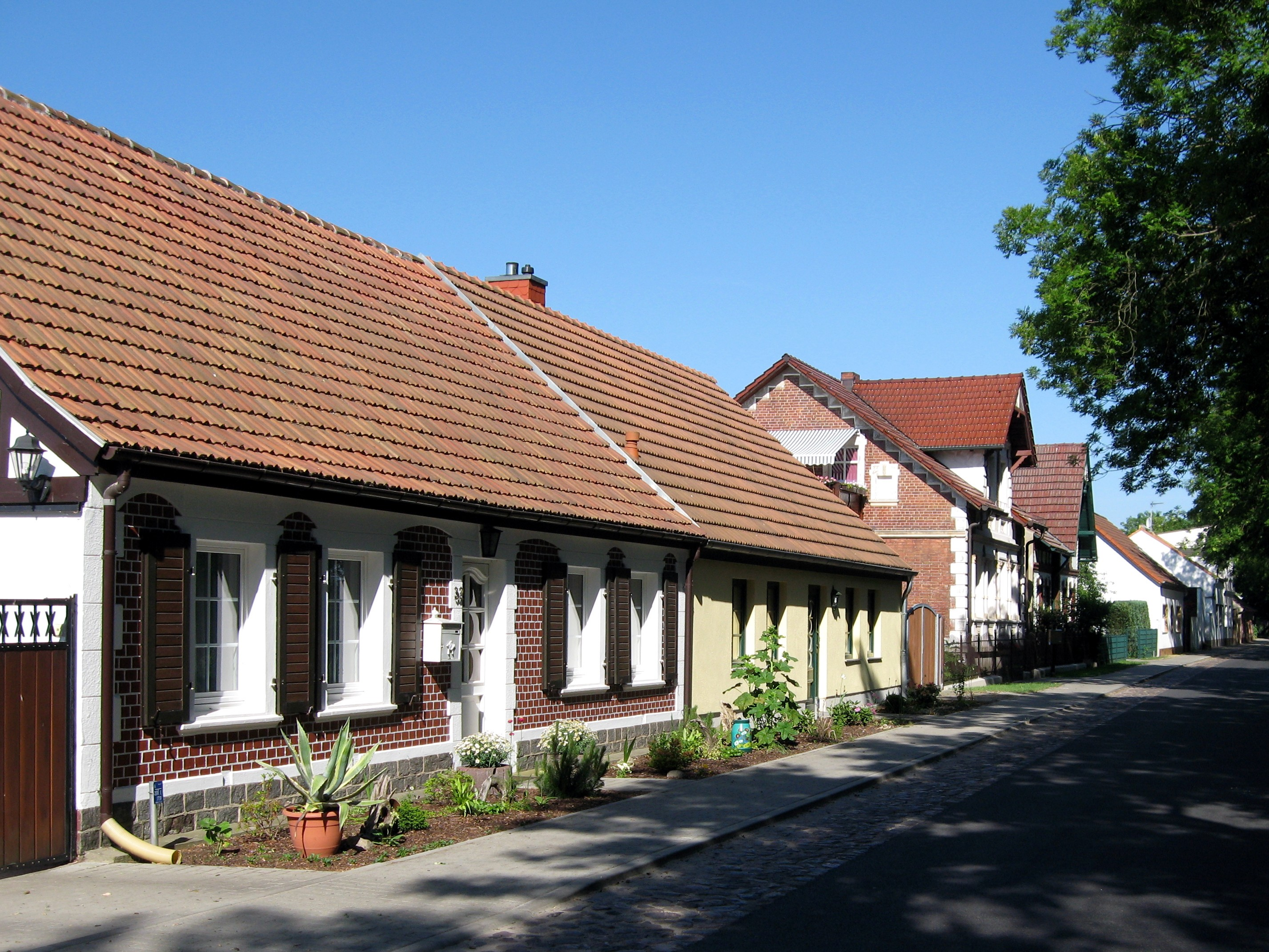
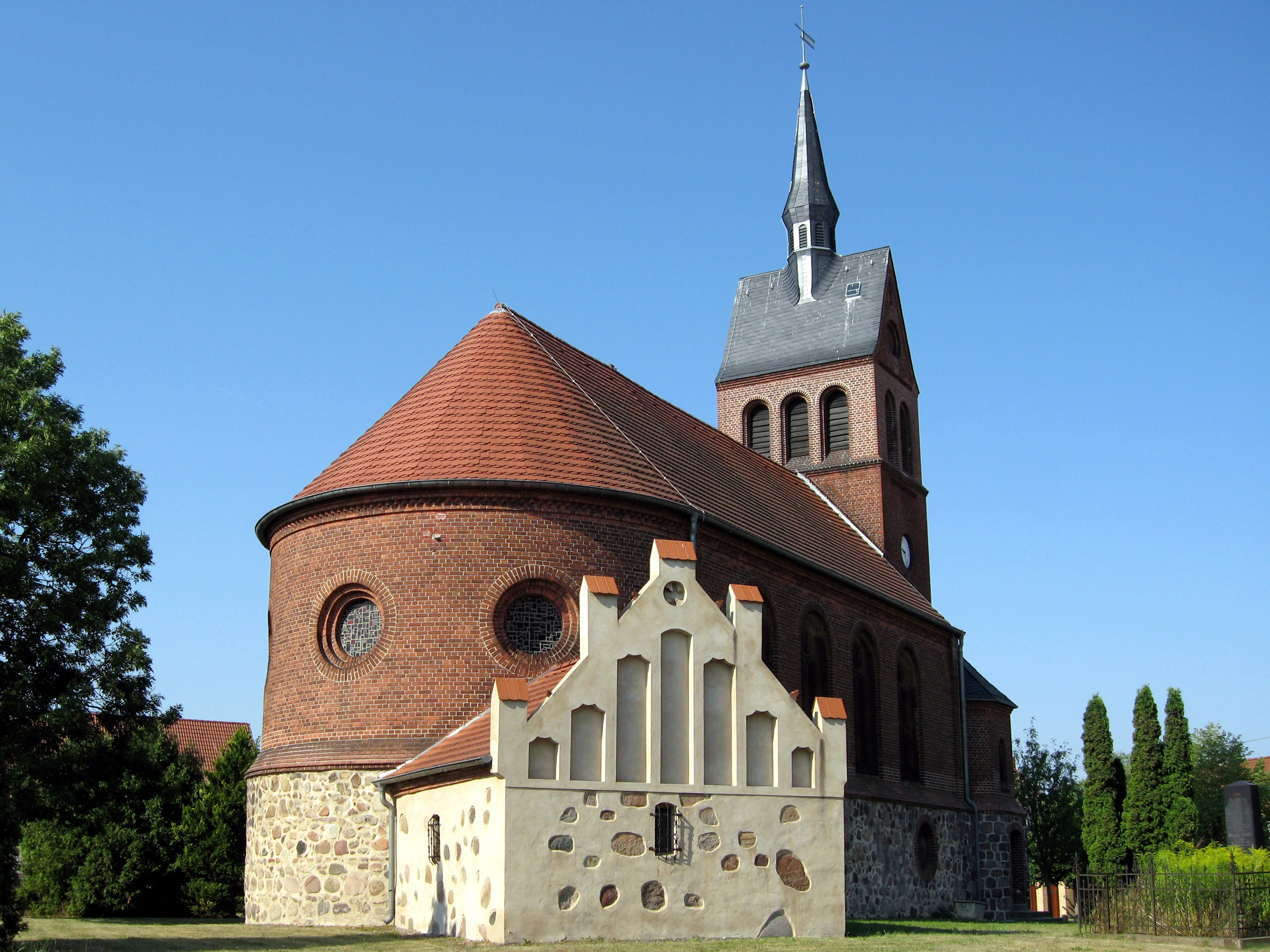